# 리그 오브 레전드
《리그 오브 레전드》는 중국 IT기업 텐센트 산하의 라이엇 게임즈에서 서비스 및 운영 중인 멀티플레이어 온라인 배틀 아레나(Multiplayer Online Battle Arena, 약칭: MOBA) 비디오 게임이다.. 리그 오브 레전드의 제작자는 도타 올스타즈의 제작자 중 한 명인 스티브 피크(구인수)이며, 워크래프트의 유즈맵 DotA(Defense of the Ancients)를 바탕으로 제작되었다. PC용 온라인 게임으로 마이크로소프트 윈도우와 macOS 환경에서 플레이가 가능하다.
2008년 10월 7일 《리그 오브 레전드: 운명의 충돌》이란 이름으로 처음 발표되었으며, 2009년 4월 10일에 클로즈 베타를 시작하였다. 2009년 10월 22일에 오픈 베타를 거쳐 북아메리카에서는 2009년 10월 27일부터 정식 서비스를 시작하였고, 중국에서는 2011년 9월 22일, 대한민국에서는 2011년 12월 4일부터 서비스를 시작했다. AOS는 최초의 MOBA 장르게임인 스타크래프트의 유즈맵 Aeon Of Strife에서 따 왔다.
리그 오브 레전드의 플레이 방식은 5명의 챔피언으로 구성된 양팀이 겨루는 PVP 방식으로, 맵의 반으로 갈라 차지한 상태에서 상대방의 본진을 장악, 혹은 자신의 본진을 방어하는 것이 주 목표이다. 플레이어들은 각자 '챔피언' (Champion)이라 불리는 고유의 능력과 플레이 스타일을 지닌 캐릭터를 골라 플레이한다. 경기가 시작되면 챔피언들은 미니언과 정글 몹을 처치하며 경험치와 골드를 획득, 상대팀 공략을 위한 아이템을 구매해가며 능력치를 높이게 된다. 리그 오브 레전드의 기본 모드인 '소환사의 협곡'에서는 한 팀이 상대팀의 본진에 있는 '넥서스'를 파괴하면 승리하게 된다.
출시 이래 리그 오브 레전드를 향한 평가는 긍정적이다. 각계 평론가들은 게임의 접근성, 캐릭터 디자인, 제작 가치 등의 측면에서 높이 평가했다. 출시 이래 오랫동안 운영되어 온 만큼 계속해서 재평가를 초래했으나 대체로 긍정적인 편이며, 이를 바탕으로 역대 최고의 게임 중 하나로도 평가되고 있다. 그러나 게임 내 플레이어들의 폭력적, 가학적 행동은 게임 출시 초기부터 비판을 받아왔으며, 라이엇 측의 근본적인 문제 해결 시도에도 불구하고 계속되는 문제점으로 지적받고 있다.
2019년 리그 오브 레전드의 동시접속자 수는 800만 명을 돌파하였으며 그 대중적 인기에 힘입어 음악 앨범, 코믹스, 단편 소설, 애니메이션 시리즈에 이르기까지 여러 미디어 믹스의 출시가 이루어졌다. 또 게임 본편과 연계되는 스핀오프 게임으로서 모바일 게임 《전략적 팀 전투》 (일명 롤토체스), 수집형 카드 게임 《리그 오브 레전드: 와일드 리프트》와 《레전드 오브 룬테라》, 턴제 RPG 게임 《몰락한 왕: 리그 오브 레전드 이야기》 등이 출시되었다. 여기에 작중 세계관을 바탕으로 한 MMORPG 게임이 개발 중에 있다.
라이엇 게임즈는 리그 오브 레전드의 지역 및 국제 리그 대회를 개최하고 있으며, 현재 세계 최대 규모의 E스포츠 리그로 꼽히고 있다. 전체 리그의 세계 선수권 대회로 리그 오브 레전드 월드 챔피언십 (롤드컵)이 매년 개최되고 있다. 2019년 대회는 1억 명의 시청자를 불러모았으며 결승전의 동시 시청자수는 4400만 명으로 집계되어 역대 최고 기록으로 남아 있다. 지역 및 국제 리그 경기는 트위치, 유튜브, 빌리빌리 등의 플랫폼으로 생중계되며 북미 지역에서는 케이블 스포츠 방송사 ESPN에서도 방송되고 있다.

## 게임 플레이

### 등장인물

리그오브레전드의 스크린샷

리그 오브 레전드에는 암살자, 전사, 마법사, 원거리 딜러 , 서포터, 탱커의 역할군을 가진 약 150개 이상의 '챔피언' 호칭의 등장인물이 있다. 챔피언들은 녹서스, 데마시아, 아이오니아, 자운, 밴들 시티, 프렐요드, 공허, 그림자 군도 등 각자의 소속이 있으며 방대한 스토리로 서로 연관되어 있다.

### 전장

소환사의 협곡을 단순화한 그림. 노란색 경로는 "라인"이라 불리며 게임 시작부터 끝까지 미니언이라는 자동적으로 생성되는 병사들이 상대방 진영으로 진격하는 통로이고 파랑 밑 빨강 점은 라인을 방어하는 포탑이다.포탑들은 앞에 있는 포탑이 먼저 부서지지 않는 이상 뒤에 있는 포탑을 먼저 부술 수 없다. 각 진영의 왼쪽 아래/오른쪽 위 구석에는 넥서스가 있는데 이 넥서스를 파괴해서 승리하는 것이 이 게임의 목표이다. 중간의 검은 점선은 "강"으로 두 진영을 가르는 경계선이 된다.

리그 오브 레전드에 쓰이는 전장은 소환사의 협곡, 칼바람 나락 등이 있으며 이외에 특별 게임 모드로 따로 제작된 전장도 추가되어 있다.
- 소환사의 협곡(Summoner`s Rift) : 리그 오브 레전드의 대표적인 전장으로 5 대 5로 구성되어 맞붙게 되는 전장이다. 각각의 팀은 상대편 진영의 넥서스를 파괴해야 승리를 할 수 있다.
- 칼바람 나락(Howling Abyss) : 5 대 5로 구성되며 공격로가 하나밖에 없는 전장이다. 소환사의 협곡과 동일하게 상대편 진영의 넥서스를 파괴해야 승리한다.

그 외에도 특별 한정 모드들인 'U.R.F. 모드', '초월 모드', '전설의 포로 왕 모드', '불의 축제 모드', '헥사 킬 모드', '단일 챔피언 모드', '니가가라 하와이 모드', '돌격! 넥서스 모드', '아레나 모드' 등이 존재한다.

### 소환사
리그 오브 레전드에서 유저를 일컫는 용어이다. 게임을 통하여 소환사는 영향력 포인트(IP)를 이용하여 챔피언을 구매할 수 있었다. 그러나 시즌 7이 종료된 이후로 기존 마법공학 제작소의 '파랑 정수(BE)'와 기존의 화폐인 영향력 포인트(IP)가 통합되어 파랑 정수를 기존의 IP 개념으로 대체하였다. 소환사의 레벨은 기존에는 30까지만 올릴 수 있었지만 시즌 7이 끝난 후 레벨 제한이 풀리게 되어 레벨을 무제한으로 올릴 수 있게 되었다.

### LoL+ 프렌즈
모바일에 설치 가능한 애플리케이션으로 모바일로 채팅, 친구 요청 전송/수락, 프로필 변경,  스킨, 챔피언 등의 구매가 가능하다.

## 평가
| 평가 |        |
| --- | ------ |
| 통합 점수 통합사 점수 메타크리틱 78/100 [ 5 ] 평론 점수 평론사 점수 1UP.com A- [ 6 ] 유로게이머 8/10 [ 7 ] 게임 레볼루션 B+ [ 8 ] 게임스파이 [ 9 ] 게임존 9/10 [ 10 ] IGN 9.2/10 [ 11 ] |        |
| 통합 점수 |        |
| 통합사 | 점수   |
| 메타크리틱 | 78/100 |
| 평론 점수 |        |
| 평론사 | 점수   |
| 1UP.com | A-     |
| 유로게이머 | 8/10   |
| 게임 레볼루션 | B+     |
| 게임스파이 | [ 9 ]  |
| 게임존 | 9/10   |
| IGN | 9.2/10 |

### 대한민국 PC방 사용시간 점유율
| 기간       | 점유율(%) |
| ---------- | --------- |
| 2018년 5월 | 25.49%    |
| 2018년 6월 | 26.46%    |
| 2020년 6월 | 47.26%    |
| 2020년 7월 | 48.49%    |
| 2020년 8월 | 46.32%    |

## e스포츠 리그

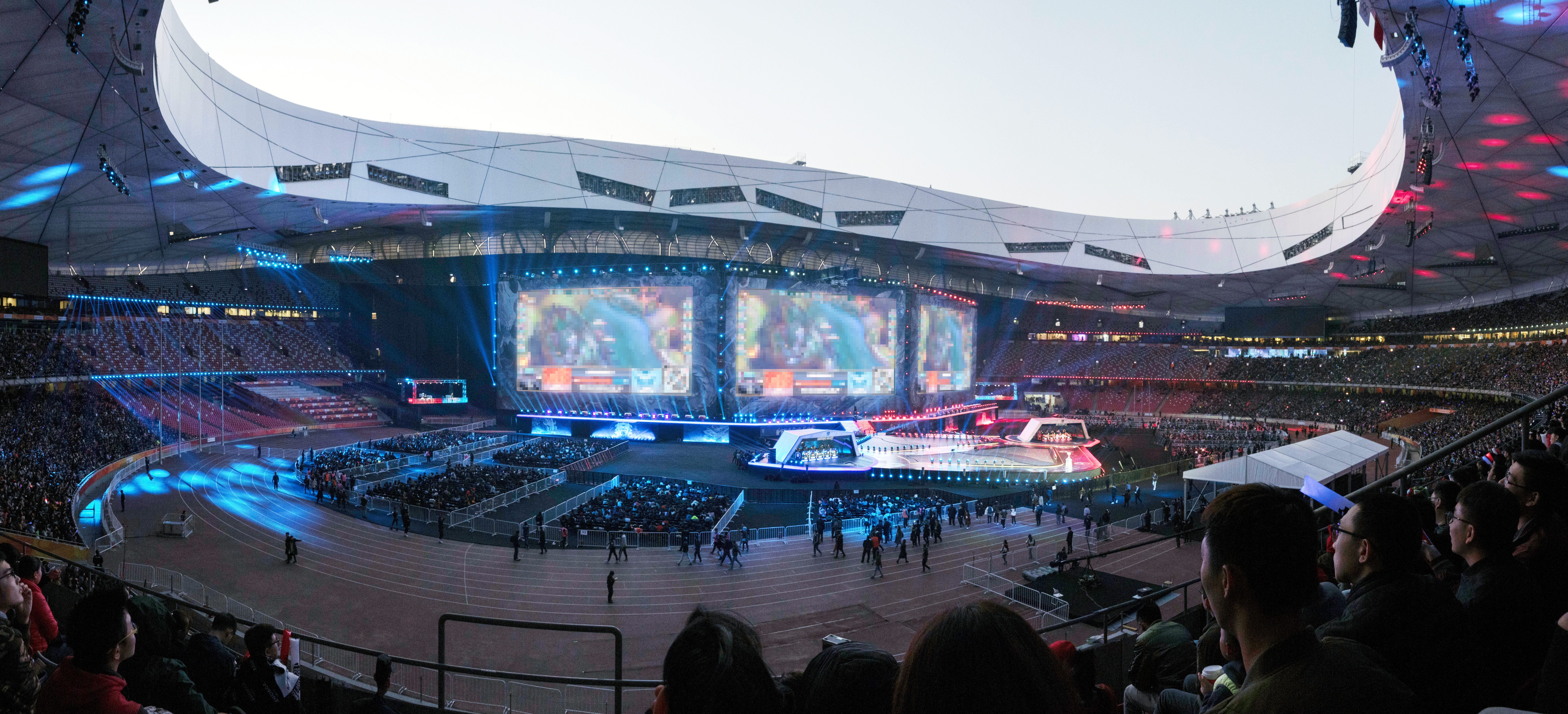
베이징 국가체육장에서 열린 리그 오브 레전드 월드 챔피언십 2017의 결승전 모습. SK 텔레콤 T1과 삼성 갤럭시가 진출했다.

리그 오브 레전드는 세계 최대 규모의 e스포츠 리그를 갖추고 있다. 뉴욕 타임스는 e스포츠 리그야말로 '메인 볼거리'라 평했다. 초창기였던 2016년 기준 리그 오브 레전드 e스포츠 대회의 온라인 시청자수와 오프라인 관람객 규모는 미국의 NBA, 월드 시리즈, 스탠리 컵을 뛰어넘는 수준으로 기록됐다. 리그 오브 레전드 월드 챔피언십 결승전의 경우 라이엇 게임즈가 집계한 관람규모는 2019년 4400만 명, 2020년 4500만 명으로 역대 최고를 기록했다. 하버드 비즈니스 리뷰는 e스포츠 산업의 탄생을 보여주는 완벽한 사례로 리그 오브 레전드 리그를 꼽았다.
2021년 4월 기준으로 라이엇 게임즈는 전세계적으로 총 12개 지역 리그를 운영중에 있으며, 대한민국, 중국, 유럽, 북미 리그의 경우 프랜차이즈 체계로 운영되고 있다. 리그 대회의 경기는 트위치, 유튜브 등의 중계 플랫폼을 통해 유저들에게 생방송된다. 간혹 리그 중계권을 라이엇 측에서 스포츠 채널에 판매하는 경우가 있는데, 북미 리그 플레이오프 경기의 경우 스포츠 전문 케이블 TV 채널 ESPN에서 방송된다. 중국에서는 2020년 가을 빌리빌리에서 월드 챔피언십과 미드 시즌 인비테이셔널 방영권을 구매하였으며 계약금은 약 1억 1300만 달러로 보도되었다. 다만 중국 국내 리그와 지역별 리그의 중계권은 후야 라이브가 소유하고 있다.
수많은 리그와 높은 인기를 바탕으로 프로게이머 선수 시장도 활성화되어 있는데, 리그 오브 레전드 대회에 출전하는 프로게이머들의 최고 연봉은 약 100만 달러 수준으로 오버워치 리그 선수들의 최고 연봉의 3배 이상으로 알려져 있다. 이는 종전의 e스포츠 업계 뿐만 아니라 일반 투자업계에도 관심을 끌고 있는데, 미국의 농구선수 출신의 릭 폭스는 에코 폭스라는 프로팀을 창단한 적이 있었다. 2020년 에코 폭스는 이블 지니어스에 3300만 달러에 매각되었다.

## 미디어 믹스

### 게임
2019년 리그 오브 레전드 출시 10주년을 맞이한 라이엇 게임즈는 본 게임의 IP와 직접적으로 연계되는 다양한 게임들이 개발 중에 있다고 발표하였다. 그 첫번째 사례로 2020년 3월 《전략적 팀 전투》 (Teamfight Tactics, 일명 롤토체스)가 iOS와 안드로이드 어플로 출시되었다. 이 게임은 윈도우와 macOS 클라이언트와의 크로스플랫폼 플레이도 가능하다.
2020년 4월에는 리그 오브 레전드의 등장 캐릭터를 대상으로 한 PC용 무료 디지털 수집형 카드 게임 《레전드 오브 룬테라》 (Legends of Runeterra)가 발매되었다. 해당 게임의 안드로이드, iOS, 기타 콘솔용으로 리그 오브 레전드: 와일드 리프트가 출시됐다. 와일드 리프트의 경우 리그 오브 레전드의 캐릭터 모델과 환경을 그대로 이식한 것이 아니라 완전히 처음부터 다시 제작했다는 것이 라이엇 측의 설명이다. 2020년 12월 라이엇 게임즈의 IP 엔터테인먼트 부사장을 맡고 있는 그렉 스트리트 (Greg Street)는 리그 오브 레전드를 원작으로 한 MMORPG 게임이 개발 중에 있다고 처음으로 발표하였다.
2021년에는 싱글유저용 턴제 RPG 게임인 《몰락한 왕: 리그 오브 레전드 이야기》가 플레이스테이션 4와 5, 엑스박스 원과 엑스박스 시리즈 X/S, 닌텐도 스위치, 윈도우용으로 출시됐다. 이 게임은 라이엇 게임즈의 퍼블리싱 브랜드인 라이엇 포지가 처음으로 유통하였으며, 라이엇이 개발하지 않은 최초의 리그 오브 레전드 캐릭터 게임이 되었다. 같은 브랜드의 후속작으로 《누누의 노래: 리그 오브 레전드 이야기》가 제작되었는데, 챔피언 누누가 예티 윌럼프와 함께 엄마를 찾으러 나선다는 이야기의 3인칭 어드벤처 게임이다. 해당 게임은 게임 《RiME》을 제작한 테킬라 웍스에서 개발하였으며 2023년 11월 1일 윈도우와 닌텐도 스위치로 출시되었다.

### 음악
라이엇 게임즈가 가장 먼저 미디어 믹스화에 나선 분야는 음악으로, 게임 속 챔피언들이 밴드나 뮤직그룹을 결성한다는 설정을 선보이고 있다.  2014년에는 '펜타킬' 스킨 출시 홍보를 위해 가공의 헤비메탈 밴드 펜타킬 (Pentakill)을 선보였다. 첫 공개 당시 펜타킬의 멤버로는 케일, 카서스, 모데카이저, 올라프, 소나, 요릭이 있었으며, 2021년에는 비에고가 신규 멤버로 추가되었다. 펜타킬의 첫 앨범은 라이엇 게임즈 사내 음악팀이 제작하되, 실제 헤비메탈 밴드 머틀리 크루의 드러머 토미 리와 인더스트리얼 락밴드 나인 인치 네일스의 전 멤버 대니 로너가 카메오로 참여하였다. 2017년 발매된 두번째 앨범 《Grasp of the Undying》은 아이튠즈 메탈 차트 1위를 달성하기도 했다.
2018년 11월 펜타킬의 후속 밴드 가공의 케이팝 걸그룹, K/DA가 소개됐다. 아리, 아칼리, 이블린, 카이사의 4명으로 구성된 K/DA는 펜타킬과 마찬가지로 동명의 스킨 출시 홍보를 위해 제작되었다. 첫 싱글 앨범 《POP/STARS》는 리그 오브 레전드 월드 챔피언십 2018 대회 사전 공연을 통해 처음으로 공개되었다. 당시 이 곡은 유튜브 4,000만 조회수 돌파를 기록하며, 리그 오브 레전드의 팬들은 물론 게임을 잘 모르는 사람들에게서도 두루 호응을 얻었다. 2년간의 공백기를 거쳐 2020년 8월에는 선공개 싱글곡 "The Baddest"를 공개하고, 이어 11월에는 5곡 트랙 분량의 정규 데뷔앨범인 《All Out》을 발매했다.
2019년 라이엇 게임즈는 가공의 힙합 그룹인 트루 대미지 (True Damage)를 선보였다. 챔피언 멤버로는 야스오, 아칼리, 키아나, 세나, 에코가 선정됐다. 실제 보컬로는 키키 파머, 투트모세, 베키 G, 덕워스, 소연이 참여하였다. 데뷔곡 "Giants"는 리그 오브 레전드 월드 챔피언십 2019 개막식 공연에서 각 캐릭터들의 홀로그램 실황과 함께 처음으로 공개되었다. 트루 대미지의 인게임 의상은 명품 브랜드 루이비통과의 콜라보레이션으로 진행됐다.
2023년에는 하트스틸 (Heartsteel)이란 이름의 케이팝 보이그룹을 선보였다. 챔피언 멤버로는 아펠리오스, 요시, 세트, 이즈리얼, 케인, 크산테가 선정됐다. 보컬로는 케이팝 보이그룹 엑소의 멤버 백현을 비롯해 SuperM, 캘 스크루비, ØZI, 토비 루가 참여했다. 데뷔 싱글 앨범 《Paranoia》는 그해 10월에 발매됐다.

### 만화와 애니메이션
2018년 라이엇 게임즈는 마블 코믹스와의 콜라보 계획을 발표하였다. 이전에도 라이엇 측은 공식 홈페이지를 통해 코믹스 작품 출판을 실험하던 차였다. 《더 버지》의 섀넌 랴오 (Shannon Liao)는 이번 코믹스가 "라이엇으로서는 그간 잔상으로 자주 등장했던 수년간의 이야기를 펼칠 드문 기회"라고 소개했다. 첫 코믹스 작품으로는 2018년 〈League of Legends: Ashe—Warmother〉가 발매됐으며 이후 〈League of Legends: Lux〉라는 또다른 코믹스도 공개됐다. 2019년에는 〈League of Legends: Lux〉의 인쇄판이 출간됐다.
2019년 리그 오브 레전드 10주년 기념 영상에서 라이엇 게임즈는 사상 첫 TV 애니메이션 시리즈인 《아케인》의 제작 계획을 발표하였다. 《아케인》은 라이엇 게임즈와 프랑스의 애니메이션 스튜디오 포르티슈 프로덕션와의 합작으로 제작된다. 《아케인》의 주제는 이상적인 도시 '필토버'와 그 지하에 위치하며 핍박받는 자매도시, '자운'에서 벌어지는 이야기라는 정보가 공개됐다. 크리에이티브 개발국장 그렉 스트리트는 할리우드 리포터와의 인터뷰에서 "맘 편히 볼 수 있는 작품은 아닐 것. 이번 작품을 통해 탐구하려는 진지한 주제가 몇 가지 있기 때문에, 아이들이 시청한다거나, 다른 걸 기대한다거나 하는 건 바라지 않는다"며 작품의 성격을 밝혔다.
《아케인》은 2020년에 공개될 전망이었으나 코로나19 범유행으로 한차례 연기, 2021년 11월 6일 리그 오브 레전드 월드 챔피언십 2021 대회와 맞물려 넷플릭스를 통해 공개되었다. 중국에서는 텐센트 비디오를 통해 시청이 가능하다. 성우진으로는 헤일리 스타인펠드, 징크스 역에 엘라 퍼넬, 제이스 역에 케빈 알레한드로, 케이틀린 역에 케이티 렁이 출연하였다. 공개 당시 평론가들로부터 호평을 얻었으며, IGN의 라파엘 모토메이어는 《아케인》이 비디오 게임의 실사판·애니화의 저주를 끝마칠 수 있겠다며 극찬했다. 시즌 1 공개 후 높은 관심을 바탕으로 넷플릭스는 차기 시즌 기획에 나섰다고 발표하였다.

## 같이 보기
- 라이엇 게임즈
- 리그 오브 레전드 월드 챔피언십
- 미드 시즌 인비테이셔널
- 리그 오브 레전드 올스타전
- 리그 오브 레전드 챔피언스 코리아
- 리그 오브 레전드 프로리그
- 리그 오브 레전드 유러피언 챔피언십
- 리그 오브 레전드 챔피언십 시리즈
- 리그 오브 레전드: 와일드 리프트

### 내용주
1. ↑  League of Legends, LoL, '롤'
2. ↑  Although some sources have stated that the game will be available for the PlayStation 4 and Xbox One,[45] others mention the Nintendo Switch.[46] Riot has made no official announcements about the consoles on which the game will be available.

### 참조주
1. ↑  “美, 텐센트의 심장 게임까지 저격...中 IT기업 전방위 압박”. 2023년 11월 21일에 확인함.
2. ↑  “보관된 사본”. 2015년 11월 8일에 원본 문서에서 보존된 문서. 2015년 10월 26일에 확인함.
3. ↑  “리그오브레전드 웹사이트/게임 다운로드”. 라이엇 게임즈. 2014년 6월 26일에 확인함.
4. ↑  윈도우 비스타, 윈도우 7 사용시 2 GB
5. ↑  “League of Legends for PC”. 《Metacritic》. 2011년 6월 28일에 원본 문서에서 보존된 문서. 2011년 5월 19일에 확인함.
6. ↑  “League of Legends for PC from 1UP”. 1UP. 2011년 10월 15일에 원본 문서에서 보존된 문서. 2011년 5월 19일에 확인함.
7. ↑  “League of Legends – Review – PC”. 《Eurogamer》. 2009년 11월 27일. 2011년 7월 27일에 원본 문서에서 보존된 문서. 2011년 5월 19일에 확인함.
8. ↑  Hunt, Geoff. “League of Legends Review for the PC”. Game Revolution. 2013년 1월 23일에 원본 문서에서 보존된 문서. 2011년 5월 19일에 확인함.
9. ↑  “GameSpy The Consensus League of Legend Review”. GameSpy. 2011년 4월 26일에 원본 문서에서 보존된 문서. 2011년 5월 19일에 확인함.
10. ↑  “League of Legends – PC – Review”. GameZone. 2011년 5월 10일에 원본 문서에서 보존된 문서. 2011년 5월 19일에 확인함.
11. ↑  Jackson, Leah B. (2014년 2월 13일). “League of Legends Review – PC Review at IGN”. 2012년 8월 22일에 원본 문서에서 보존된 문서. 2014년 2월 21일에 확인함.
12. ↑  “2018년 5월 월간게임동향”. 《게임트릭스》. 2018년 6월 5일. 2018년 6월 13일에 확인함.
13. ↑  “2018년 6월 월간게임동향”. 《게임트릭스》. 2018년 7월 3일. 2018년 7월 15일에 확인함.
14. ↑  “게임트릭스 - PC방 게임전문 리서치 서비스!”. 2020년 9월 27일에 확인함.
15. ↑  게임트릭스 (2020년 8월 4일). “2020년 7월 월간게임동향”. 2020년 8월 31일에 확인함.
16. ↑  “게임트릭스 - PC방 게임전문 리서치 서비스!”. 2020년 9월 27일에 확인함.
17. ↑  Segal, David (2014년 10월 10일). “Behind League of Legends, E-Sports's Main Attraction”. 《The New York Times》 (미국 영어). ISSN 0362-4331. 2015년 9월 7일에 원본 문서에서 보존된 문서. 2020년 9월 7일에 확인함.
18. ↑  Hardenstein, Taylor Stanton (Spring 2017). “"Skins" in the Game: Counter-Strike, Esports, and the Shady World of Online Gambling”. 《UNLV Gaming Law Journal》 7: 119. 2021년 1월 4일에 원본 문서에서 보존된 문서. 2021년 1월 4일에 확인함. A year later, the same championship was held in the 40,000-seat World Cup Stadium in Seoul, South Korea while another 27 million people watched online-more than the TV viewership for the final round of the Masters, the NBA Finals, the World Series, and the Stanley Cup Finals, for that same year.
19. ↑  Webb, Kevin (2019년 12월 18일). “More than 100 million people watched the 'League of Legends's World Championship, cementing its place as the most popular esport”. 《Business Insider》. 2020년 12월 6일에 원본 문서에서 보존된 문서. 2020년 12월 24일에 확인함.
20. 1 2  Huang, Zheping (2021년 4월 7일). “Tencent Bets Billions on Gamers With More Fans Than NBA Stars”. 《Bloomberg News》. 2021년 4월 16일에 원본 문서에서 보존된 문서. 2021년 4월 18일에 확인함.
21. ↑  Di Fiore, Alessandro (2014년 6월 3일). “Disrupting the Gaming Industry with the Same Old Playbook”. 《Harvard Business Review》. 2018년 6월 26일에 원본 문서에서 보존된 문서. 2020년 12월 24일에 확인함.
22. ↑  Heath, Jerome (2021년 4월 12일). “All of the teams qualified for the 2021 League of Legends Mid-Season Invitational”. 《Dot Esports》. 2021년 4월 12일에 원본 문서에서 보존된 문서. 2021년 4월 18일에 확인함.
23. ↑  Webster, Andrew (2020년 7월 21일). “League of Legends esports is getting a big rebrand in an attempt to become more global”. 《The Verge》. 2020년 9월 13일에 원본 문서에서 보존된 문서. 2021년 4월 20일에 확인함.
24. ↑  Lim, Jang-won (2021년 4월 20일). “MSI preview: 11 teams heading to Iceland; VCS unable to attend once again”. 《Korea Herald》. 2021년 4월 20일에 원본 문서에서 보존된 문서. 2021년 4월 20일에 확인함.
25. ↑  Ashton, Graham (2017년 4월 30일). “Franchising Comes to Chinese League of Legends, Ending Relegation in LPL”. 《Esports Observer》. 2021년 1월 26일에 원본 문서에서 보존된 문서. 2021년 4월 20일에 확인함.
26. ↑  Wolf, Jacob (2018년 3월 27일). “EU LCS changes to include salary increase, franchising and rev share”. 《ESPN》 (영어). 2019년 5월 5일에 원본 문서에서 보존된 문서. 2020년 12월 24일에 확인함.
27. ↑  Samples, Rachel (2020년 4월 5일). “LCK to adopt franchise model in 2021”. 《Dot Esports》. 2020년 11월 27일에 원본 문서에서 보존된 문서. 2021년 4월 18일에 확인함.
28. ↑  Wolf, Jacob (2020년 9월 3일). “LCK determines 10 preferred partners for 2021”. 《ESPN》. 2020년 9월 23일에 원본 문서에서 보존된 문서. 2021년 4월 20일에 확인함.
29. ↑  Spangler, Todd (2020년 11월 20일). “Ten Franchise Teams for 'League of Legends's North American eSports League Unveiled”. 《Variety》. 2018년 9월 4일에 원본 문서에서 보존된 문서. 2020년 12월 24일에 확인함.
30. ↑  Blakeley, Lindsay; Helm, Burt (December 2016). “Why Riot Games is Inc.'s 2016 Company of the Year”. 《Inc.》. 2018년 5월 25일에 원본 문서에서 보존된 문서. 2021년 1월 4일에 확인함.
31. ↑  Esguerra, Tyler (2020년 8월 3일). “Riot signs 3-year deal granting Bilibili exclusive broadcasting rights in China for international events”. 《Dot Esports》. 2021년 1월 24일에 원본 문서에서 보존된 문서. 2021년 4월 18일에 확인함.
32. ↑  “Bilibili inks three-year contract to broadcast League of Legends in China”. 《Reuters staff》. 2019년 12월 6일. 2019년 12월 9일에 원본 문서에서 보존된 문서. 2021년 4월 20일에 확인함.
33. ↑  Chen, Hongyu (2020년 8월 14일). “Bilibili Shares 2020 LoL Worlds Chinese Media Rights With Penguin Esports, DouYu, and Huya”. 《Esports Observer》. 2021년 1월 29일에 원본 문서에서 보존된 문서. 2021년 4월 20일에 확인함.
34. ↑  Chen, Hongyu (2019년 10월 29일). “Huya to Stream Korean League of Legends Matches in Three-Year Exclusive Deal”. 《The Esports Observer》. 2020년 10월 22일에 원본 문서에서 보존된 문서. 2021년 4월 18일에 확인함.
35. ↑  Capps, Robert (2020년 2월 19일). “How to Make Billions in E-Sports”. 《The New York Times》 (미국 영어). ISSN 0362-4331. 2020년 12월 21일에 원본 문서에서 보존된 문서. 2020년 12월 24일에 확인함. According to Miller, the top players make closer to $300,000, which is still relatively cheap; League of Legends player salaries can reach seven figures.
36. ↑  Soshnick, Scott (2015년 12월 18일). “Former NBA Player Rick Fox Buys eSports Team Gravity”. 《Bloomberg News》 (영어). 2017년 9월 11일에 원본 문서에서 보존된 문서. 2020년 10월 19일에 확인함.
37. ↑  Yim, Miles (2019년 11월 18일). “People are investing millions into League of Legends franchises. Will the bet pay off?”. 《The Washington Post》. 2021년 1월 15일에 원본 문서에서 보존된 문서. 2021년 4월 19일에 확인함.
38. ↑  Lee, Julia (2019년 10월 15일). “League of Legends 10th Anniversary stream announcements”. 《Polygon》. 2020년 10월 20일에 원본 문서에서 보존된 문서. 2020년 10월 18일에 확인함.
39. ↑  Beckhelling, Imogen (2019년 10월 16일). “Here's everything Riot announced for League of Legends's 10 year anniversary”. 《Eurogamer》. 2020년 10월 18일에 원본 문서에서 보존된 문서. 2020년 10월 18일에 확인함.
40. ↑  Harris, Olivia (2020년 3월 19일). “Teamfight Tactics Is Out Now For Free On Mobile With Cross-Play”. 《GameSpot》. 2020년 8월 6일에 원본 문서에서 보존된 문서. 2021년 1월 10일에 확인함.
41. ↑  Cox, Matt (2020년 5월 6일). “Legends Of Runeterra review”. 《Rock, Paper, Shotgun》 (미국 영어). 2020년 12월 17일에 원본 문서에서 보존된 문서. 2020년 12월 24일에 확인함.
42. ↑  Yin-Poole, Wesley (2020년 4월 4일). “League of Legends card game Legends of Runeterra launches end of April”. 《Eurogamer》 (영어). 2020년 10월 23일에 원본 문서에서 보존된 문서. 2020년 10월 18일에 확인함.
43. ↑  Goslin, Austen (2020년 1월 12일). “Legends of Runeterra will go into open beta at the end of January”. 《Polygon》. 2020년 10월 20일에 원본 문서에서 보존된 문서. 2020년 10월 18일에 확인함.
44. ↑  Webster, Andrew (2019년 10월 15일). “League of Legends is coming to mobile and console”. 《The Verge》. 2020년 10월 18일에 원본 문서에서 보존된 문서. 2020년 10월 18일에 확인함.
45. ↑  Fischer, Tyler (2019년 10월 16일). “League of Legends Coming to Consoles and Phones”. 《ComicBook.com》. 2020년 10월 19일에 원본 문서에서 보존된 문서. 2020년 10월 18일에 확인함.
46. ↑  Halliday, Fergus (2020년 10월 26일). “Every champion confirmed for League of Legends: Wild Rift”. 《PC World》. 2020년 10월 18일에 원본 문서에서 보존된 문서. 2021년 1월 12일에 확인함.
47. ↑  Beckhelling, Imogen (2019년 10월 16일). “Here's everything Riot announced for League of Legends's 10 year anniversary”. 《Eurogamer》 (영어). 2020년 10월 18일에 원본 문서에서 보존된 문서. 2020년 10월 18일에 확인함. League of Legends: Wild Rift is a redesigned 5v5 MOBA coming to Android, iOS and console. It features a lot of the same game play as LOL on PC, but has built completely rebuilt from the ground up to make a more polished experience for players on other platforms.
48. ↑  Prescott, Shaun (2020년 12월 18일). “Riot is working on a League of Legends MMO”. 《PC Gamer》 (미국 영어). 2020년 12월 22일에 원본 문서에서 보존된 문서. 2020년 12월 18일에 확인함.
49. ↑  Tapsell, Chris (2020년 10월 31일). “Single-player League of Legends "true RPG" Ruined King coming early 2021”. 《Eurogamer》 (영어). 2020년 11월 1일에 원본 문서에서 보존된 문서. 2020년 11월 1일에 확인함.
50. ↑  Clayton, Natalie (2020년 10월 31일). “League of Legends's RPG spin-off Ruined King arrives next year”. 《Rock, Paper, Shotgun》 (미국 영어). 2020년 11월 1일에 원본 문서에서 보존된 문서. 2020년 11월 1일에 확인함.
51. ↑  Tack, Daniel (2021년 11월 16일). “Tequila Works Announces Song Of Nunu: A League of Legends Story”. 《Game Informer》 (영어). 2021년 11월 27일에 원본 문서에서 보존된 문서. 2021년 11월 27일에 확인함.
52. ↑  “Song of Nunu: A League of Legends Story launches November 1 for Switch and PC, later for PS5, Xbox Series, PS4, and Xbox One”. 《Gematsu》 (미국 영어). 2023년 9월 14일. 2023년 12월 8일에 확인함.
53. ↑  Jones, Alistair (2020년 3월 6일). “League of Legends's Metal Band is Getting Back Together”. 《Kotaku UK》. 2020년 9월 7일에 원본 문서에서 보존된 문서. 2020년 9월 6일에 확인함.
54. 1 2  Lawson, Dom (2017년 8월 6일). “Pentakill: how a metal band that doesn't exist made it to No 1”. 《The Guardian》 (영국 영어). ISSN 0261-3077. 2020년 9월 19일에 원본 문서에서 보존된 문서. 2020년 9월 6일에 확인함.
55. ↑  Lee, Julia (2018년 11월 5일). “K/DA, Riot Games' pop girl group, explained”. 《Polygon》 (영어). 2019년 4월 24일에 원본 문서에서 보존된 문서. 2020년 9월 6일에 확인함.
56. ↑  Carpenter, Nicole (2020년 10월 28일). “League of Legends K-pop group K/DA debuts new music video”. 《Polygon》. 2021년 1월 12일에 원본 문서에서 보존된 문서. 2021년 1월 11일에 확인함.
57. ↑  Webster, Andrew (2020년 8월 27일). “League of Legends's virtual K-pop group K/DA is back with a new song”. 《The Verge》 (영어). 2020년 9월 3일에 원본 문서에서 보존된 문서. 2020년 9월 6일에 확인함.
58. ↑  Chan, Tim (2019년 11월 16일). “The True Story of True Damage: The Virtual Hip-Hop Group That's Taking Over the Internet IRL”. 《Rolling Stone》 (미국 영어). 2020년 9월 10일에 원본 문서에서 보존된 문서. 2020년 9월 6일에 확인함.
59. 1 2  Lee, Julia (2019년 11월 11일). “True Damage, League of Legends's hip-hop group, explained”. 《Polygon》 (영어). 2020년 8월 23일에 원본 문서에서 보존된 문서. 2020년 9월 6일에 확인함.
60. ↑  Webster, Andrew (2019년 11월 11일). “Designing League of Legends's stunning holographic Worlds opening ceremony”. 《The Verge》 (영어). 2020년 8월 28일에 원본 문서에서 보존된 문서. 2020년 9월 6일에 확인함.
61. ↑  Stubbs, Mike. “‘League Of Legends’ Band Heartsteel Release Debut Single PARANOIA”. 《Forbes》. Forbes. 2023년 10월 24일에 확인함.
62. 1 2  Liao, Shannon (2018년 11월 19일). “League of Legends turns to Marvel comics to explore the game's rich lore”. 《The Verge》 (영어). 2020년 7월 12일에 원본 문서에서 보존된 문서. 2020년 9월 6일에 확인함.
63. ↑  Lee, Julia (2017년 8월 18일). “Darius' story revealed in Blood of Noxus comic”. 《The Rift Herald》 (영어). 2020년 7월 17일에 원본 문서에서 보존된 문서. 2020년 9월 6일에 확인함.
64. ↑  Liao, Shannon (2018년 11월 19일). “League of Legends turns to Marvel comics to explore the game's rich lore”. 《The Verge》 (영어). 2020년 7월 12일에 원본 문서에서 보존된 문서. 2020년 9월 6일에 확인함. So far, Riot has limited its comic book ambitions to panels published on its site, which are timed to certain champion updates or cosmetic skin releases. Notably, a comic featuring Miss Fortune, a deadly pirate bounty hunter and captain of her own ship who seeks revenge on the men who betrayed her, was released last September.
65. ↑  “Marvel and Riot Games Give Lux from 'League of Legends' Her Own Series in May”. Marvel Entertainment. 2021년 4월 24일. 2020년 11월 18일에 원본 문서에서 보존된 문서. 2021년 1월 17일에 확인함.
66. ↑  “'League of Legends: Lux' Will Come to Print for the First Time This Fall”. Marvel Entertainment. 2020년 10월 20일에 원본 문서에서 보존된 문서. 2021년 1월 17일에 확인함.
67. 1 2  Shanley, Patrick (2019년 10월 15일). “Riot Games Developing Animated Series Based on 'League of Legends'”. 《The Hollywood Reporter》. 2020년 9월 20일에 원본 문서에서 보존된 문서. 2020년 9월 6일에 확인함.
68. 1 2 3 4 5  Rosario, Alexandra Del (2021년 11월 21일). “'Arcane' Renewed For Season 2 By Netflix”. 《Deadline Hollywood》 (미국 영어). 2021년 11월 23일에 원본 문서에서 보존된 문서. 2021년 11월 23일에 확인함.
69. ↑  Marshall, Cass (2019년 10월 15일). “League of Legends is getting its own animated series called Arcane”. 《Polygon》 (영어). 2020년 10월 21일에 원본 문서에서 보존된 문서. 2020년 9월 6일에 확인함.
70. ↑  Capel, Chris J. (2019년 10월 16일). “League of Legends Arcane animated series will show the origins of Jinx and Vi”. 《PCGamesN》. 2020년 9월 27일에 원본 문서에서 보존된 문서. 2021년 1월 16일에 확인함.
71. ↑  Summers, Nick (2020년 6월 11일). “'League of Legends's TV show 'Arcane' has been pushed back to 2021”. 《Engadget》 (영어). 2020년 9월 14일에 원본 문서에서 보존된 문서. 2020년 9월 6일에 확인함.
72. ↑  Goslin, Austen (2021년 5월 3일). “League of Legends animated series is heading to Netflix”. 《Polygon》. 2021년 5월 3일에 원본 문서에서 보존된 문서. 2021년 5월 3일에 확인함.
73. ↑  Cremona, Patrick (2021년 11월 3일). “Arcane: release date, cast and trailer for the League of Legends Netflix series”. 《Radio Times》. 2021년 11월 21일에 원본 문서에서 보존된 문서. 2021년 11월 21일에 확인함.
74. ↑  Motamayor, Rafael (2021년 11월 20일). “Arcane Season 1 Review”. 《IGN》. 2021년 11월 21일에 원본 문서에서 보존된 문서. 2021년 11월 21일에 확인함.